# God Hates Us All
God Hates Us All е девети студиен албум на траш метъл групата Slayer. Издаден е на 11 септември 2001 г. от American Recordings.

## Обща информация
Албумът дебютира на 28-о място в Billboard 200, с продадени 51 000 копия за първата седмица. Китаристът Кери Кинг пише по-голямата част от текстовете, като използва различен подход от по-ранните записи. Той изследва теми като религия, убийство, отмъщение и самоконтрол. Групата експериментира, записвайки по-голямата част от албума в C # тоналност, с три песни в B, докато други две са свирени със седем струнни китари в B. Предвиден е за 10 юли, но издаването на албума се забавя, поради обложката, което води до алтернативни обложки в някои търговски обекти, трудности при миксирането и промяна на дистрибутора от звукозаписната компания на групата.
Така новата дата печално съвпада с терористичните атаки на 11 септември, което е второ съвпадение след видеото за „Seasons in the Abyss“, което е направено в Египет и точно преди Войната в Персийския залив.

## Състав
- Том Арая – вокали и бас
- Кери Кинг – китара
- Джеф Ханеман – китара
- Пол Бостаф – барабани

## Песни
| 1.    | Darkness of Christ  | 1:30 |
| 2.    | Disciple            | 3:35 |
| 3.    | God Send Death      | 3:45 |
| 4.    | New Faith           | 3:05 |
| 5.    | Cast Down           | 3:26 |
| 6.    | Threshold           | 2:29 |
| 7.    | Exile               | 3:55 |
| 8.    | Seven Faces         | 3:41 |
| 9.    | Bloodline           | 3:36 |
| 10.   | Deviance            | 3:08 |
| 11.   | War Zone            | 2:45 |
| 12.   | Here Comes the Pain | 4:32 |
| 13.   | Payback             | 3:03 |
| 42:37 |                     |      |